# 資訊設備
資訊設備（英語：Information Appliance，簡稱IA）泛指所有能夠處理資訊、訊號、繪圖、圖像、動畫、錄像及聲音的器材。現時資訊設備有兩個不同的定義：
- 根據香港教育統籌局對“資訊設備”的定義，任何符合上述定義的儀器，已屬於資訊設備；
- 另一個更嚴謹的定義指，這些設備除了要能夠處理上述資訊的能力以外，並且必需能夠與其他同類器材交換信息的能力。根據這個定義，常見的資訊設備有智能手機、智能卡、個人數碼助理等。然而，數碼相機、手提電話、電視解碼器及LCD電視並不屬於資訊設備的範圍，除非這些器材具有與其他資訊設備溝通的能力。

兩個不同的定義，可能與受眾有關。根據香港教統局的定義，即使一個一年級的小學生，亦有能力指出哪些設備屬於資訊設備；但對於專業的使用者來說，這個定義則流於空泛。

## 來源及早期例子

使用Android操作系統的智能手機

最早期的資訊設備於1980年代中期出現，是一種配合了電子屏幕及簡單的存儲裝置的電子打字機，當時這些機器被稱為“文書處理機”。這些機器由於具有存儲及與其他文書處理機交換檔案的功能，已符合今日對資訊設備的嚴格定義。這些早期的文書處理機當中，比較知名的是由Jef Raskin設計的“Canon Cat”。而Jef Raskin亦是第一位使用“資訊設備”(Information appliance”的人。對於“資訊設備”的具體定義，他在他的著作《The Humane Interface》裡有詳細論述。
“資訊設備”這個概念後期在唐·諾曼的著作《看不見的電腦》裡得到發揮。而當時甲骨文的首席執行官劳伦斯·埃里森亦根據這本書的推論，斷言網絡電腦有朝一日會取代個人電腦。

## 參看
- 微型瀏覽器
- Java
- 嵌入式系統
- 手寫辨識系統
- 3C (商品代稱)

## 備注
1. ^  根據原來打算於2007年推行的新課程指引的一年級課程，學生需要說出在日常環境中有哪些家庭電器或其他資訊工具能夠為我們提供日常生活資訊，而且需要懂得分辨上述的資訊設備的基本用途。

## 外部連結
- Compact HTML for Small Information Appliances — W3C NOTE 09-Feb-1998 （页面存档备份，存于）
- IBM:A universal information appliance  （页面存档备份，存于）